# مردانی از لندن
مردانی از لندن (انگلیسی: Men from London) (به هندی: London Babulu) فیلم کمدی طنز هندی تلوگو-زبان، تولید سال ۲۰۱۷ است که تهیه‌کننده آن ماروتی بود و کارگردانی آن را چینی کریشنا برعهده داشت.
بازیگر نقش اصلی فیلم سواتی ردی است که در کنار او راکشیت اتلوری بازی می‌کند. فیلم در روز ۱۰ نوامبر ۲۰۱۷ اکران شد. این فیلم بازساخته ای از فیلم تامیل فرمان پروردگار (۲۰۱۶) است.